# Бразильский рок
Бразильский рок — обобщающее название для направлений рок-музыки, распространённых в Бразилии. Так как официальный язык Бразилии — португальский, бразильский рок обычно исполняется на португальском языке.

## Общие характеристики
Рок пришёл в Бразилию в 1956 году, с показа фильма Blackboard Jungle, в котором в качестве музыкальной заставки была использована песня Билла Хейли «Rock Around the Clock»..
Электрогитара уже использовалась в Бразилии в 1950 году: в Сальвадоре на карнавале выступали trio eletrico — первое электрическое трио, которое использовало электрогитары и электроусилители. Точнее, тогда это был дуэт — Адолфу Нашсименту по прозвищу Додо и Осмар Маседу.

## Известные коллективы
- 1970: 14 Bis, Os Mutantes, Raul Seixas, Secos & Molhados
- 1980: Barão vermelho, Biquini Cavadão, Cazuza, Engenheiros do Hawaii, Legião Urbana, Os Paralamas do Sucesso, Sepultura, Titãs, RPM, Ultraje a Rigor
- 1990: Angra, Cássia Eller, Charlie Brown Jr., Chico Science & Nação Zumbi, Detonautas, Dr. Sin, Jota Quest, Los Hermanos, Mamonas Assassinas, Nailbomb, Raimundos, Skank, Soulfly, Tihuana
- 2000: Cachorro grande, Cansei de Ser Sexy, Cavalera Conspiracy